# Документ
Докуме́нт, інколи бомага чи бумага (нім. Dokument, від лат. documentum — взірець, зразок, свідоцтво, доказ) — базова теоретична конструкція, яка стосується всього, що може бути збережене або представлене, щоб слугувати як доказ для певної мети.

## Основні параметри
Є засобом закріплення різними способами на відповідному матеріалі інформації про: факти, події, явища об'єктивної дійсності та розумову діяльність людини.
Існує також інше визначення терміна:
Документ (ЗУ «Про інформацію») — матеріальний носій, що містить інформацію, основними функціями якого є її збереження та передавання у часі та просторі.
Українське законодавство надає таке визначення терміна «Офіційний документ»: документ, складений, виданий, засвідчений з дотриманням визначених законодавством норм уповноваженою особою, якій законодавством надано право у зв'язку з її професійною чи службовою діяльністю складати, видавати, засвідчувати певні види документів, що підтверджує чи посвідчує певні події, явища або факти і який містить передбачені законодавством реквізити та відомості.
Документ (за П. Отле) — це будь-яке джерело інформації, передання людської думки, знань незалежно від того, чи втілене воно в матеріально фіксованій формі або є провідником (передавачем) інформації в часі.
Документ (ділове укр. мовлення) — матеріальний об'єкт, що містить у зафіксованому вигляді інформацію, оформлений у зведеному порядку і має відповідно до чинного законодавства юридичну силу.

## Розуміння терміна
Поняття «документ» є центральним та фундаментальним у понятійній системі документознавства. Воно відображає ознаки реально існуючих предметів, що слугують об'єктами практичної діяльності створення, збору, аналітико-синтетичної обробки, збереженню, пошуку, поширенню та використанню документної інформації в суспільстві.
Поняття «документ» широко використовується в усіх сферах суспільної діяльності. Майже в кожній галузі знання є одна або декілька версій його розуміння відповідно до специфіки тих об'єктів, яким надається статус документа. Воно розуміється по-різному в таких наукових дисциплінах, як інформатика, бібліотеко-, бібліографо-, архіво-, музеєзнавство, а також у відповідних спеціальних галузях діяльності — бібліотечній, музейній, архівній справі та бібліографії. Звідси його багатозначність, яка ускладнює спілкування та взаєморозуміння між спеціалістами документно-комунікаційної сфери.
Визначення загального значення поняття «документ» є головним завданням теоретичного документознавства (документології).
За тривалий історичний період значення поняття «документ» постійно змінювалося. До сьогоднішнього часу застосовуються різні визначення, то надаючи йому найширше значення, то звужуючи його розуміння до одного якого-небудь виду.
На міжнародному рівні загальним визнано визначення документа як записаної інформації, яка може бути використана як одиниця в документаційному процесі. Таке визначення розроблене та затверджене Міжнародною організацією зі стандартизації (ISO) за участю Міжнародної федерації бібліотечних асоціацій, Міжнародної федерації з документації, Міжнародної ради архівів, Міжнародної організації з інтелектуальної власності.

Згідно зі стандартом ISO, інформація може бути записана будь-яким способом фіксування відомостей, за допомогою не тільки знаків письма, але й зображення, звука тощо Таке визначення дозволяє перерахувати до документів усі матеріальні об'єкти, які можуть бути використані для передавання інформації в суспільстві.
В Україні офіційно прийняті три визначення документа, зафіксовані в деяких Державних стандартах (ДСТУ):
ДСТУ 2392-94: «Документ — записана інформація, яка може розглядатися як одиниця під час здійснення інформаційної діяльності».
ДСТУ 3017-95: «Документ — матеріальний об'єкт з інформацією, закріпленою створеним людиною способом для її передавання в часі та просторі».
ДСТУ 2732:2004 [Архівовано 25 травня 2009 у Wayback Machine.]: «Документ — інформація, зафіксована на матеріальному носії, основною функцією якого є зберігати та передавати її в часі та просторі.».
У статті 1 Закону України «Про інформацію» говориться, що документ — матеріальний носій, що містить інформацію, основними функціями якого є її збереження та передавання у часі та просторі.

## Походження
Слово документ (лат. documentum — зразок, доказ, свідоцтво) походить від дієслова «docere» — вчити, навчати. Коріння цього слова йдуть в індоєвропейської прамови, де воно означало жест витягнутих рук, пов'язаний з передачею, прийомом або отриманням чогось. За іншою версією слово «dek» походить від числа «десять» і пов'язане з тим, що на розкритих долонях витягнутих рук налічувалося десять пальців. Поступово корінь «dek» був замінений на «doc» у слові «doceo»- Вчу, навчаю, від якого були утворені слова «doctor» — вчений, «doctrina» — вчення, «documentum» — те, що вчить, повчальний приклад. У цьому значенні слово документ використовувалося Цезарем і Цицероном. Пізніше воно набуло юридичного звучання і стало означати «письмовий доказ», «Доказ, почерпнутий з книг, підтверджуючих записів, офіційних актів». У значенні письмового свідоцтва слово «документ» вживалося від середньовіччя до XIX ст. З латинської мови воно запозичене у всі європейські мови. У російську мову слово «документ» прийшло за часів Петра I, як запозичене з німецької і польської мов — у значенні письмового свідоцтва.
На початку XX ст. воно мало два значення:
1. будь-який папір, складений законним порядком і який може слугувати доказом прав на що-небудь (майнових, стану, на вільне проживання) або на виконання якихось обов'язків (умови, договори, боргові зобов'язання);
2. взагалі будь-яке письмове свідоцтво («Енциклопедичний словник» Ф. Павленкова. — СПб., 1913).

## Властивості документа
Документ має певну кількість властивостей, які відрізняють його від інших об'єктів. Сукупність властивостей — цілісна система, яка виконує покладені на неї суспільством функції. Зв'язок між властивостями документа досить тісний, тому відокремити їх можна лише умовно. Найбільш значимі властивості такі:
1. атрибутивність, тобто наявність невід'ємних складових, без яких він не може існувати;
2. функціональність — призначення для передачі інформації в просторі й часі;
3. структурованість — тісний зв'язок елементів і підсистем, що забезпечує єдність і цілісність документа.

## Ознаки документа
Н. М. Кушнаренко визначила такі основні ознаки документа [?]:
1. наявність семантики змісту, тобто документ є носієм думки, що передається знаками; сукупність послідовно розміщених знаків, які передають зміст документа (повідомлення), є його обов'язковою ознакою;
2. стабільна матеріальна (речова) форма документа мусить забезпечити йому довготривале зберігання й надати можливість багаторазового використання та переміщення інформації в просторі й часі;
3. за ознакою призначеність для використання в соціальній комунікації статус документа мають лише ті об'єкти, які первинно призначені для збереження та передачі інформації в просторі й часі, а отже, документи є носіями інформації, спеціально створені людиною для забезпечення певних комунікаційних цілей;
4. завершеність повідомлення, тобто документ не може бути повноцінним через фрагментарне незавершене повідомлення.

## Функції документа
Функції документа полягають у суспільній ролі, соціальному призначенні, цілях і завданнях документів.
Головна функція — найбільш узагальнююча функція, полягає в здатності документа зберігати і передавати (поширювати) інформацію у часі та/або просторі. Створюється документ з метою забезпечення потреб суспільства за допомогою розмноженої документної інформації.
Загальні функції характерні для всіх документів, незалежно від їхнього типу та виду.
- Інформаційна — документ створюється для передачі або зберігання інформації.
- Соціальна — задовольняє певну соціальну потребу.
- Культурна — засіб зв'язку між організаціями та суспільними структурами.

Спеціальні функції властиві не всім, а певним видам і типам документів, де вони проявляються переважно залежно від соціальних потреб суспільства.
- Управлінська — за допомогою документа виконується управління підприємством.
- Правова — за документом закріплена юридична сила.
- Історична — надбання історії, матеріальне підтвердження того, що відбувалося у світі.

### Інформаційна функція документа
Інформаційна функція полягає в здатності документа задовольняти потреби суспільства в інформації, тобто слугувати джерелом інформації, знань.
Підфункції:
1. Закріплення (фіксація) інформації
2. Зберігання інформації
3. Трансляція інформації

### Комунікативна функція
Комунікативна функція полягає в здатності документа бути інформативним засобом передачі, обміну, комунікації, спілкування, наступництва.
Підфункції:
1. Одновекторна комунікація — проявляється в документах односторонньої дії: або зверху вниз, або знизу вверх
2. Двовекторна комунікація — проявляється в документах двосторонньої дії: договори, угоди, листування

### Кумулятивна функція
Полягає в здатності документа нагромаджувати, концентрувати, збирати і упорядковувати інформацію з метою її збереження для сучасного і майбутніх поколінь.

### Управлінська або регулятивна функція
Управлінська або регулятивна функція виконується документами, створеними з метою управління і в процесі його реалізації (закони, положення, статути, постанови, розпорядження, рішення, накази, протоколи, циркуляри, приписи, тобто офіційні ділові документи).
Підфункції:
1. Матеріалізація управлінської дії — є основним критерієм доцільності виникнення документа і завбачає його цінність як історичного джерела
2. Організація інформації — лише за допомоги документа інформація зберігається і передається у суворо визначеній формі
3. Забезпечення функціонування і вдосконалення державної системи в цілому і кожної державної структури зокрема
4. Забезпечення функціонування кожного члена даного соціального інституту і даного суспільства в його конкретній соціальній ролі

### Пізнавальна (освітня) або когнітивна функція
Пізнавальна (освітня) або когнітивна функція — здатність документа слугувати засобом отримання і передачі знань для вивчення процесів і явищ природи та суспільства. Ця функція наявна в навчальних документах — підручниках, навчальних посібниках тощо, а також у наукових документах — монографіях, дисертаціях, авторефератах дисертацій, патентах тощо.

### Правова функція
Здатність документа слугувати засобом доказування, підтвердження яких-небудь фактів (відомостей). Ця функція властива офіційним виданням (конституція, закон, указ, а також історичні джерела, що слугують засобом підтвердження).

### Загальнокультурна функція
Здатність документа сприяти розвитку культури суспільства, виступати засобом закріплення і передачі культурної традиції, засвоєння системи цінностей, естетичних норм, ритуалів, прийнятих у суспільстві. Такою функцією володіють літературно-художні видання, кіно-, відеофільми тощо.

### Меморіальна (пам'яткова) функція
Здатність документа слугувати «зовнішньою пам'яттю» людини і суспільства в цілому, зберігати інформацію і передавати її від одного покоління до іншого. Ця функція властива документам-пам'яткам, що мають особливу соціально-культурну та історичну цінність (рукописні книги, рідкісні, особливо цінні і унікальні документи).

### Гедонічна функція
Гедонічна функція — здатність документа слугувати засобом відпочинку, розваги, раціонального використання вільного часу. Такою функцією наділені твори художньої літератури, видання з мистецтва, листівки, кінофільми, відеофільми, компакт-диски, грамплатівки, магнітні фонограми тощо.

### Статистична функція
Статистична функція — Здатність документа відображати кількісну характеристику інформації, слугувати засобом реєстрації і групування в формалізованому цифровому вираженні інформації, пов'язаної з господарськими, демографічними та іншими соціальними процесами з метою їх аналізу, контролю та оптимізації.

### Функція історичного джерела
Здатність документа слугувати засобом засвідчення історичних подій, фактів, бути підставою дослідження історії розвитку природи та суспільства.

## Складові частини документа

### Інформаційна складова
1. Документна інформація — вся інформація документа.
2. Документована інформація — зафіксована на матеріальному носії інформація з певними ознаками, що дозволяють її ідентифікувати.
3. Інформація про документ — дані про носія та способи закріплення повідомлення.
4. Інформація на документі — автографи, різні помітки авторів або видатних особистостей на документі, резолюції підписи, відбитки печаток, штемпелів, бібліотек, архівів, музеїв тощо.
5. Документальна інформація — інформація, що базується на документі, підтверджена документом.

### Матеріальна складова
Інформація, як така не є достатньою ознакою документа. Матеріальна складова документа — одна з двох необхідних і обов'язкових складових документа, без якої він не може існувати.
Матеріальна складова документа — це його фізична сутність, форма документа, що забезпечує його здатність зберігати і передавати інформацію в просторі і часі.
Матеріальну складову документа визначає носій інформації це матеріальний об'єкт, навмисно створений людиною, посередництвом якого можна зберігати і передавати інформацію.
Призначення документа для зберігання і передачі інформації в просторі і часі обумовлює його специфічну матеріальну конструкцію, представлену у вигляді книг, журналів, газет, буклетів, фільмів, дисків, дискет та ін. Ця спеціальна конструкція забезпечує виконання документами їх головної функції, даючи можливість бути зручними для переміщення в просторі, стійкими для зберігання інформації протягом тривалого часу, пристосованими для фізіологічних можливостей читання повідомлень.
Інформація, що міститься в документі, обов'язково закріплена на якому-небудь спеціальному матеріалі (папірус, пергамент, папір, кіно, фотоплівка і т. д.), що має форму носія (стрічка, стрічка, листок, барабан, диск, нитка і т. д.) Крім того, інформація завжди фіксується яким-небудь методом запису, що передбачає наявність засобів (фарба, туш, барвники, клей тощо) і інструментів (ручка, друкарський верстат, відеокамера, принтер тощо).
Таким чином під матеріальною складовою документа розуміють:
1. Матеріальну основу документа;
2. Форму носія інформації;
3. Спосіб документування чи запису інформації.

Матеріальна основа документа — сукупність матеріалів, використаних для запису повідомлень (тексту, звуку, зображення) і складаючи носій інформації. В залежності від матеріальної основи документи поділяють на дві великі групи: природні та штучні. Штучні документи в свою чергу діляться на паперові документи і документи на не паперовій основі — полімерні документи. До паперових відносяться ділові документи, науково-технічна документація, книги, журнали, газети, рукописи, карти, ноти, ізовидання, перфострічки, перфокарти і ін.
Папір відповідає багатьом вимогам: відносно простий у виготовленні, доступний, достатньо довго зберігається і дозволяє легко фіксувати інформацію. Найцінніша якість паперу він дозволяє тиражувати інформацію.
Поява штучних носіїв на полімерній основі поповнила видове різнобіччя документів, що здатні нести музику, рухоме і об'ємне зображення. Були створені гра пластинки, магнітні плівки, фото і кіноплівки, магнітні і оптичні диски — матеріальні носії тієї інформації, яка не може бути зафіксована на папері.

## Структура документа
Документи розрізняють за структурними ознаками, вони можуть бути стандартні і нестандартні, що залежить від багатьох суб'єктивних і об'єктивних факторів.
Стандартні документи — це документи, що мають однакову форму та заповнюються в певній послідовності й за суворо визначеними правилами. Нестандартні документи створюються в кожному конкретному випадку для розв'язання окремих ситуацій, їх друкують або пишуть від руки.

## Реквізити документа
Реквізити — це сукупність обов'язкових даних у документі, без яких він не може бути підставою для обліку й не має юридичної сили.

Склад реквізитів:
1. Державний герб;
2. емблема організації;
3. зображення нагород;
4. код підприємства;
5. код документа;
6. назва міністерства чи відомства;
7. назва підприємства;
8. назва структурного підрозділу;
9. індекс підприємства зв'язку, поштова адреса, номер телефону, факсу, номер рахунку в банку;
10. назва виду документа;
11. дата;
12. індекс (вихідний номер документа);
13. посилання на індекс і дату вхідного документа;
14. місце складання чи видання;
15. гриф обмеження доступу до документа;
16. адресат;
17. гриф затвердження;
18. резолюція;
19. заголовок до тексту;
20. позначка про контроль;
21. текст;
22. позначка про наявність додатка;
23. підпис;
24. гриф погодження;
25. візи;
26. відбиток печатки;
27. позначка про засвідчення копії;
28. прізвище виконавця та номер його телефону;
29. позначка про виконання документа й направлення його до справи;
30. позначка про перенесення даних на машинний носій;
31. позначка про надходження;
32. запис про державну реєстрацію.

## Текст документа
Текст є головним елементом документа, що містить сукупність речень, послідовно об'єднаних змістом і побудованих за правилами певної мовної системи. Текст є засобом відтворення зв'язного мовлення, тобто висловлювання, пов'язаного однією темою, основною думкою та структурою. При створенні документа повинні виконуватися певні вимоги, найголовніші з яких — достовірність та об'єктивність змісту, нейтральність тону, максимальна стислість і водночас повнота інформації.
Текст документа повинен бути точним, тобто він не повинен містити в собі подвійного значення слів та висловів. Точність вимагає співвідношення змісту висловлювання з реальністю. Вона залежить від вміння висловлювати однозначно думки, вживаючи слова, словосполучення, речення відповідно до норм літературної норми.
Текст складається з таких логічних елементів:
- Вступу, де зазначається привід, що став причиною укладання документа, викладається історія питання та інші.  [Архівовано 24 травня 2012 у Wayback Machine.]
- Доказу, де викладається суть питання: докази, пояснення, що супроводжуються цифровими розрахунками, посиланнями на законодавчі акти та інші матеріали.
- Закінчення, де формулюється мета заради якої складено документ.

## Документування
Документування — це створення документа з використанням різних методів, способів і засобів фіксування інформації на матеріальному носії.
Окремі галузі застосування документування
- Документування — процес створення документації, важлива частина у розробці програмного забезпечення.
- Діловодство (документаційне забезпечення управління) — галузь діяльності, що забезпечує документування.

## Строки зберігання документів
- В Україні є затверджений наказом Міністерства юстиції України від 12 квітня 2012 № 578/5 «Перелік типових документів, що створюються під час діяльності органів державної влади та місцевого самоврядування, інших установ, підприємств та організацій, із зазначенням строків зберігання документів»[4][5].

## Законодавча регламентація в Україні
Інструкція з діловодства офіційно затверджена Кабінетом Міністрів України в Постанові №55 від 17.01.2018 і є обов'язковою для виконання Секретаріатом Кабінету Міністрів України, центральними органами виконавчої влади, їх територіальними органами, Радою міністрів Автономної Республіки Крим, місцевими органами виконавчої влади, підприємствами, установами, організаціями, що належать до сфери управління центральних або місцевих органів виконавчої влади, Ради міністрів Автономної Республіки Крим.
Правила організації діловодства та архівного зберігання документів у державних органах, органах місцевого самоврядування, на підприємствах, в установах і організаціях, незалежно від форми власності, ЗАТВЕРДЖЕНО Наказом Міністерства юстиції України №1000/5 від 18.06.2015.